# Bibí Zogbé
Labibé Bibí Zogbé (en árabe: لبيبة بيبي زغبي‎ Labiba Bibi Zaghbi; Sahel Alma, Siria otomana; 14 de julio de 1890 - Mar del Plata, Argentina; 21 de marzo de 1975) fue una pintora líbano-argentina conocida por sus representaciones de naturaleza muerta y en particular de flores, de allí que fuera apodada La Pintora de Flores. Viajó mucho y pintó durante sus viajes a Dakar, Beirut y París. Aunque durante su vida no recibió un gran reconocimiento, se le ha revalorizado como figura de los movimientos artísticos modernistas árabes y libaneses del siglo XX.

## Trayectoria
Zogbé nació como Labibé Zogbé en 1890 en una rica familia libanesa. Creció en la pequeña ciudad costera libanesa Sahel Alma. Su padre fue embajador del Líbano en Argentina, país que desde 1887 acogía a una pequeña pero significativa población de inmigrantes de origen libanés. Mientras vivió en el Líbano, asistió a una escuela católica local y, más tarde, al Sainte Famille College, en Beirut, donde recibió una educación francesa.
En 1906, cuando tenía dieciséis años, abandonó el Líbano ya que sus padres habían concertado un matrimonio para ella en Argentina. Se casó con Domingo Samaja, un rico inmigrante libanés-argentino. Se divorció de él a principios de la década de 1930 y no volvió a casarse.
Ya adulta, se instaló definitivamente en Buenos Aires, donde trabó amistad con las escritoras Alfonsina Storni y Silvina Bullrich y el pintor Benito Quinquela Martín. En ese momento, Argentina albergaba una población de origen libanés que ascendía a 148 270 personas en 1926. Los miembros de esta comunidad desarrollaron una identidad cultural libanesa-argentina distintiva, aunque muchos mantenían, como Zogbé, una firme conexión con el Líbano.
Comenzó a exponer su obra en galerías argentinas a partir de la década de 1930. Su primera exposición individual tuvo lugar en 1934 en la Galería Whitcomb de Buenos Aires. Posteriormente realizó exposiciones en la Galería Charpentier de París en 1935 y en Chile en 1939. También expuso en Río de Janeiro y en Uruguay. En esa época, el arte libanés estaba influenciado por el impresionismo francés, el modernismo español y el expresionismo alemán. Zogbé se inspiró en estos estilos en sus pinturas al óleo. Regresó a Beirut para una estancia prolongada en 1947, tiempo durante el que el gobierno libanés patrocinó artículos sobre tres artistas, incluida ella, y obtuvo éxito en el mercado local. Durante este período, su arte se presentó en una exposición individual en el Cénacle Libanais, un salón literario al que asistían intelectuales libaneses.
Zogbé viajó con frecuencia y realizó gran parte de sus pinturas mientras viajaba.
Falleció en Mar del Plata en 1975.

## Estilo
Zogbé, que pintaba al óleo, llegó a ser conocida en algunos círculos como “La Pintora de Flores”, porque a menudo representaba flores y plantas silvestres, incluidos cactus, crisantemos, hortensias y, al menos en una ocasión, un manzano japonés. Aunque produjo la mayor parte de su obra en Argentina, no se olvidó de los colores del Líbano. Pintó algunas pinturas figurativas como Bahias, que muestra a una madre llevando a su hijo, y Femme aux Fleurs, un retrato que muestra a una mujer rodeada de flores. El tiempo que pasó en Dakar inspiró pinturas como Un pueblo en Senegal. Su estilo modernista contrastaba con los estilos clásicos y europeos, quizás reflejo de que su educación artística fue en gran parte autodidacta. La casa de subastas de arte Christie's describió su estilo como vanguardista.

## Reconocimientos
En 1947, el Líbano financió publicaciones sobre tres artistas nacionales, y Zogbé fue una de ellos. Ese mismo año, recibió el Medallón de Excelencia de Cedro Libanés por sus esfuerzos artísticos. Ya en el siglo XXI, empezó a ser reconocida como pionera en el estilo modernista árabe, y sus obras fueron apreciadas por sus colores vivos y por sus "dobles significados" o simbolismo.
En 2022, la galería de Beirut, Galerie Tanit, acogió una exposición de su obra. Ha inspirado a otros artistas, como la diseñadora de moda libanesa, nacida en Suiza, Sandra Mansour que en 2022, incorporó algunos de sus patrones florales en su línea de moda, Fleur du Soleil, para H&M.
Su sobrino nieto inauguró, en 2023, en San Juan (Argentina), la Fundación Bibi Zogbé para mantener su legado. Un año más tarde, en 60.ª Bienal de Venecia de 2024, se exhibió por primera vez su obra.